# Raoul von Soissons

Familienwappen Raouls

Raoul von Soissons (auch Ralph oder Rudolf, * um 1210/15; † 1270 bei Tunis) war Herr von Cœuvres in der Picardie. Er nahm an drei Kreuzzügen teil und machte sich als Trouvère einen Namen.
Er war der zweitgeborene Sohn des Grafen Raoul I. von Soissons und dessen zweiter Frau Yolande.
1232 erhielt er die Herrschaft Coeuvres zum Lehen.
1239 schloss er sich dem Kreuzzug der Barone an. Graf Theobald IV. von Champagne, König von Navarra, schätze und förderte Raoul insbesondere als Trouvère; militärisch traten weder Raoul noch Theobald besonders in Erscheinung.
Auf der Rückreise machte er im Königreich Zypern Station, wo er 1241 Alice von Champagne († 1246) heiratete. Alice war die Mutter des Königs von Zypern, Thronanwärterin im Königreich Jerusalem und eine Cousine des Grafen Theobald. Mit ihr wurde er 1243, nach dem Sturz der kaiserlichen Statthalter (Filangieri-Brüder), mit der Regentschaft über das Königreich Jerusalem (in Akkon) betraut, da der mündig gewordene König Konrad II. von Jerusalem selbst nicht im Königreich erschien. Wenig später trennte er sich von Alice und kehrte nach Frankreich zurück.
Dort schloss er sich 1248 dem Sechsten Kreuzzug unter König Ludwig dem Heiligen nach Ägypten an. Letztmals wird er als Teilnehmer des Siebten Kreuzzugs 1270 erwähnt, auf dem er vermutlich bei der Belagerung von Tunis starb.
Er gilt als der Verfasser von mindestens sieben höfischen Romanen und einiger Chansonniers. Zwischen 1230 und 1260 entstanden auch einige Werke von einem gewissen Thierri (Dietrich) von Soissons, wobei möglich aber umstritten ist, ob dieser mit Raoul identisch ist.